# Liam Kelly
Liam Mark Kelly (Milton Keynes, Inglaterra, 10 de febrero de 1990) es un futbolista escocés. Juega de centrocampista y su equipo es el Rotherham United F. C.

## Clubes
| Club                     | País       | Año       |
| ------------------------ | ---------- | --------- |
| Kilmarnock F. C.         | Escocia    | 2010-2013 |
| Bristol City F. C.       | Inglaterra | 2013-2014 |
| Oldham Athletic A. F. C. | Inglaterra | 2014-2016 |
| Leyton Orient F. C.      | Inglaterra | 2016-2017 |
| Coventry City F. C.      | Inglaterra | 2017-2024 |
| Rotherham United F. C.   | Inglaterra | 2024-     |

## Palmarés

### Campeonatos nacionales
| Título                     | Club             | País    | Año  |
| -------------------------- | ---------------- | ------- | ---- |
| Copa de la Liga de Escocia | Kilmarnock F. C. | Escocia | 2012 |